# Sant Pere de Lleida
Sant Pere de Lleida és una església de Lleida protegida com a bé cultural d'interès local.

## Descripció
Església de planta rectangular amb una nau central coberta amb voltes de canó amb llunetes i dues naus laterals de molt reduïda amplada que acaben en dues petites capelles. La nau central està presidida per l'altar, amb una escultura de Sant Pere i un mural a la capçalera que representa el martiri d'aquest Sant, realitzat per J. Serrasanta el 1954. El cor, situat en la part superior, és perimetral i s'estén per les naus laterals. A l'exterior, l'element més destacable és la portalada barroca (1749) provinent de l'avui desaparegut Convent de l'Ensenyança. Té columnes salomòniques i a la clau de l'arc de la portada hi ha l'escut del bisbe Gregori Galindo, fundador del col·legi l'Ensenyança, juntament amb la Creu i els símbols de la Passió. Una imatge de la Immaculada, col·locada després de la reconstrucció del temple, presideix la portada. A la façana lateral i dintre d'un nínxol trobem la Mare de Déu de l'Arcada, realitzada pel mestre Soriano-Montagut (1893-1979).

## Història
L'Església de Sant Pere era el temple de l'antic Convent de Sant Francesc, construït a partir de 1731. Durant la Guerra Civil va quedar molt malmesa i va ser reconstruïda l'any 1945. La portalada barroca, provinent de l'antic Convent de l'Ensenyança, va ser col·locada aquí l'any 1943 per "Regiones Devastadas", organisme que també va reconstruir l'altar que va ser portat des del Roser el 1893.